# Ungleichung von Petrović
Die Ungleichung von Petrović (englisch Petrović inequality) ist ein Resultat der Analysis, einem der Teilgebiete der Mathematik.
Die Ungleichung wurde von dem serbischen Mathematiker Mihailo Petrović im Jahre 1932 publiziert und ist verwandt mit der Ungleichung von Jensen, aus der sie als Korollar gewonnen werden kann. Sie gibt eine einfache Abschätzung gewisser konvexer Funktionen im Körper der reellen Zahlen. Die Publikation von Petrović gab Anlass zu einer Reihe weiterer Untersuchungen.

## Formulierung
Das Resultat lässt sich wie folgt angeben:
Sei {\displaystyle I=[0,a)} ein reelles Intervall mit  {\displaystyle 0\leq a\leq \infty } und sei {\displaystyle f\colon I\to \mathbb {R} } eine stetige Funktion, deren Einschränkung {\displaystyle f|_{I^{\circ }}} auf das Innere des Intervalls Jensen-konvex ist.
Dann gilt für jede natürliche Zahl {\displaystyle n\geq 1} und je {\displaystyle n} reelle Zahlen {\displaystyle x_{1},\ldots ,x_{n}\in I} mit   {\displaystyle x_{1}+\dots +x_{n}\in I} stets die Ungleichung
{\displaystyle f\left(x_{1}+\dots +x_{n}\right)\geq f(x_{1})+\dots +f(x_{n})-(n-1)f(0)}  .

### Beweisskizze
In Marek Kuczmas Monographie werden zwei Beweise gegeben. Der erstere der beiden benutzt Vollständige Induktion. Der wesentliche Schritt dieses Beweises ist der Nachweis, dass die obige Ungleichung für den Fall {\displaystyle n=2} gilt, und erfolgt unter Anwendung der Jensen-Ungleichung.
Unter der den genannten Bedingungen kann man dabei ohne Beschränkung der Allgemeinheit {\displaystyle x_{1}+x_{2}>0} annehmen und man erhält
{\displaystyle {\begin{aligned}f(x_{1})&=f\left({\frac {x_{1}}{x_{1}+x_{2}}}\cdot \left(x_{1}+x_{2}\right)+{\frac {x_{2}}{x_{1}+x_{2}}}\cdot 0\right)\\\\&{\leq }{\frac {x_{1}}{x_{1}+x_{2}}}\cdot f\left(x_{1}+x_{2}\right)+{\frac {x_{2}}{x_{1}+x_{2}}}\cdot f(0)\\\end{aligned}}}
und in gleicher Weise auch
{\displaystyle {\begin{aligned}f(x_{2})&{\leq }{\frac {x_{2}}{x_{1}+x_{2}}}\cdot f\left(x_{1}+x_{2}\right)+{\frac {x_{1}}{x_{1}+x_{2}}}\cdot f(0)\\\end{aligned}}}
und schließlich mittels Addition der linken und der rechten Seiten dieser beiden Ungleichungen
{\displaystyle f(x_{1})+f(x_{2})\leq f\left(x_{1}+x_{2}\right)+f(0)}  .
Letztere Ungleichung ist jedoch gleichwertig mit der Petrović-Ungleichung für {\displaystyle n=2}  .